# Tuzlai támadás a Jugoszláv Néphadsereg konvoja ellen
A tuzlai támadás a Jugoszláv Néphadsereg konvoja ellen egy 1992. május 15-én a JNA 92. gépesített dandárja elleni támadás volt a boszniai Tuzla városában. Az incidens Tuzla Brčanska Malta nevű városrészének egyik útkereszteződésében történt. A támadásban a JNA legkevesebb 92 katonája halt meg és 33-an megsebesültek, de egyes becslések szerint a halottak száma elérte a 200-at is. A JNA konvoja a helyi hatóságokkal történt megállapodás alapján békés kivonulásnak indult, de véres összecsapásban végződött, amikor a bosnyák Hazafias Liga, a Zöldsapkások és a helyi rendőrség bosnyákjai megtámadták az oszlopot. Ezzel megismétlődött az egy héttel korábban Szarajevóban történt hasonló incidens.

## Előzmények
Amikor 1992 áprilisában kitört a boszniai háború, négyféle szövetségi és szerb fegyveres erő működött Bosznia-Hercegovinában. Ezek a Jugoszláv Néphadsereg (JNA), a JNA által felállított önkéntes egységek, a Boszniai Szerb Területvédelmi (TO) különítmények és a Boszniai Szerb Belügyminisztérium Rendőrsége (MUP) voltak. 1992. április elejére, amikor megtörtént a JNA kivonása Szlovéniából és Horvátország nagy részéből, a JNA nyugat-horvátországi és bosznia-hercegovinai egységeinek körülbelül 100 000–110 000 katonája, körülbelül 500 harckocsija, 400 közepes tüzérségi egysége, 48 db rakétavetője és 350 db 120 mm-es aknavetője, ezen kívül 120 db vadászbombázója, 40 db könnyű helikoptere és 30 db szállítóhelikoptere volt. A boszniai szerb MUP, beleértve az aktív, különleges és tartalékos rendőröket is összesen mintegy 15 000 főt számlált. 1991 márciusától a boszniai székhelyű Democratikus Akció Pártja (SDA) egy „Hazafias Népszövetség" vagy „Hazafias Liga” nevű fegyveres erőt állított fel, és a fegyverembargó ellenére 1991 augusztusában megkezdték a fegyverek kiosztását. 1992 áprilisában a Hazafias Liga kilenc regionális parancsnokságon, körülbelül 40 000 katonát számlált, amelyek közül az egyiknek a főhadiszállása Tuzlában volt.
A háború kitörésekor mozgósították Bosznia-Hercegovina Területvédelmi Erőit, de a JNA megtagadta az 1990-ben elkobzott fegyvereik visszaadását. A bosnyákok és a boszniai horvátok addigra már elhagyták a JNA-t. A JNA elsődleges feladata bázisainak biztonsági védelme volt, mivel ezek a horvátországi laktanyacsata során sebezhetőnek bizonyultak. Április elején számos északkelet-boszniai város esett el egymás után a JNA, szerb önkéntes egységek és a boszniai szerb erők együttes támadsa során. Ezek közé tartozott Bijeljina, Zvornik, Višegrad, és Foča. Április 15-én Srebrenik, Lukavac városokban és magában Tuzlában a bosnyák MUP és a TO lefoglalta a tuzlai regionális területvédelem fegyvereit, lőszereit és felszereléseit. A hónap végére a boszniai kormány bevonva a Hazafias Liga csapatait újraszervezte a Bosznia-Hercegovinai Területvédelmet. Az új haderő összességében körülbelül 100 000 emberből állt, de csak körülbelül 40 000–50 000 kézi lőfegyvere volt, nehézfegyverei pedig gyakorlatilag nem voltak.

## A támadás
1992. május 15-én a Jugoszláv Néphadsereg tuzlai erői kivonultak a tuzlai Husinsko Brdo-i laktanyából, és az 1991 vége óta a szerbek ellenőrzése alatt állt Bijeljina felé tartottak. A brcanska maltai kereszteződésénél tűzpárbaj alakult ki a helyi területvédelmi és rendőri erők, valamint a JNA katonái között. Mivel a konvojt a bosnyák erők megállították, az visszavonult a laktanyába. Az oszlop 19 órakor ismét elhagyta a laktanyát, és a Brčkoi úton haladt északkeletnek Bijeljina felé. Az élen haladó járműben a JNA helyőrség parancsnoka, Mile Dubajić alezredes tartózkodott, járművét pedig a Bosznia-Hercegovinai TO tagjai követték. Amikor a konvoj elérte a keletre, Simin Han felé vezető út kereszteződését, a boszniai területvédelem erői kézifegyverrel lövéseket adtak le rá. Az esemény résztvevőinek nyilatkozata szerint a konvojt a környező épületekből, sőt a kórház épületéből is támadták, az út mentén pedig aknákat és egyéb robbanószerkezeteket helyeztek el. A JNA járművei lángokban álltak, és a robbanások minden irányban visszhangoztak. Állítólag hét lőszerrel megrakott katonai teherautó robbant fel. Az első támadás fél óráig tartott, majd az oszlopban a sebesült és életben maradt JNA-katonák egyenkénti kivégzése következett. A Bijeljinában tartott 16. évfordulós megemlékezés alkalmából a szerb „Politika” lapban megjelent cikk azt állítja, hogy az áldozatok tapasztalatlan, 16 és 25 év közötti újoncok voltak, akik köztük néhány tartalékossal a városban teljesítették katonai szolgálatukat. A túlélők szerint fegyvertelenek voltak, mert megkapták a megfelelő deeszkalációs parancsot. Szemtanúk vallomása szerint a bosnyák önkéntesek által kiküldött orvlövészek először a járművezetőket ölték meg, hogy az oszlopot leállítsák, majd egymás után gyilkolták meg azokat a fiatal sorkatonákat, akik ezután a lövések elől menekültek.
A Szerb Köztársaság Háborús Bűnügyi Ügyészsége által a Belgrádi Kerületi Bíróság Háborús Bűnügyi Kamara 2007. november 9-én kiadott vádirata szerint a konvoj elleni támadásban a JNA legalább 92 tagja meghalt. 33-an megsérültek, és számos katonai jármű, köztük mentőautók is megsemmisültek. A támadásban elhunytak és sebesültek neve szerepelt a vádiratban.

## Későbbi fejlemények
Évekkel később a szerb háborús bűnökkel foglalkozó ügyészség vádat emelt a tuzlai közbiztonság korábbi vezetője, a horvát nemzetiségű Ilija Jurišić ellen, azzal a gyanúval, hogy háborús bűnt követett el a támadás állítólagos elrendelésével. A keresetet a boszniai bíróságok elutasították.  2007 májusában azonban a belgrádi repülőtéren letartóztatták, és 2009-ben helytelen harctéri magatartásban bűnösnek találták, és 12 év börtönre ítélték. 2010 októberében egy fellebbviteli bíróság később hatályon kívül helyezte az ítéletet. A Belgrádi Fellebbviteli Bíróság újbóli tárgyalást rendelt el, és elengedte a fogva tartásból. A tuzlai polgárok továbbra is szolidaritásukat fejezték ki Ilija Jurišić mellett. Ezt követően, miután ítéletét hatályon kívül helyezték, amikor 2010. október 11-én visszatért Tuzlába, Jurišićot nagy tömeg fogadta. Újbóli tárgyalást tartottak, és ismét 12 év börtönbüntetésre ítélték. 2015. április 2-án az újbóli tárgyalás eredménye ellen fellebbezési eljárás indult. 2016 márciusában ítéletét ismét hatályon kívül helyezték.
Tuzla városa május 15-ét „a város felszabadulásának napjaként” ünnepli.

## Fordítás
- Ez a szócikk részben vagy egészben  a(z)   1992 Yugoslav People's Army column incident in Tuzla című angol Wikipédia-szócikk ezen változatának fordításán alapul.  Az eredeti cikk szerkesztőit annak laptörténete sorolja fel. Ez a jelzés csupán a megfogalmazás eredetét és a szerzői jogokat jelzi, nem szolgál a cikkben szereplő információk forrásmegjelöléseként.
- Ez a szócikk részben vagy egészben  a   Tuzla kolonne című német Wikipédia-szócikk ezen változatának fordításán alapul.  Az eredeti cikk szerkesztőit annak laptörténete sorolja fel. Ez a jelzés csupán a megfogalmazás eredetét és a szerzői jogokat jelzi, nem szolgál a cikkben szereplő információk forrásmegjelöléseként.